# Sara Al-Saqqa
Sara Al-Saqqa o Sarah El-Saqqa (en árabe, «سارة السقا»; Franja de Gaza, Palestina, 18 de febrero de 1992) es una médico palestina. Se convirtió en la primera cirujana de la historia médica de Gaza y en un referente del esfuerzo médico gazatí durante la grave crisis humanitaria y la ola forzada de refugiados palestinos en el conflicto armado entre Israel y Gaza de 2023.
Su difusión del día a día hospitalario y de la atención a las víctimas palestinas, antes y durante la escalada bélica de octubre de 2023, le otorgaron una visibilidad pública y un seguimiento mediático muy significativos. Por esta determinación y por su contribución a registrar crímenes de guerra desde una vertiente médica, fue distinguida como una de las mujeres más influyentes del mundo de 2023 por la radiotelevisión británica BBC.

## Trayectoria
Al-Saqqa cursó Medicina en la Universidad Islámica de Gaza y después obtuvo un máster en cirugía laparoscópica en la Universidad Queen Mary de Londres. Poco después de graduarse, empezó a trabajar directamente en el hospital Al-Shifa y se convirtió en la primera mujer en ejercer la especialización de cirujana en la Franja de Gaza. Allí, las duras condiciones sanitarias y la escasez de recursos como consecuencia de las restricciones israelíes le comportaban, a finales de 2019, un sueldo de 300 dólares cada cuarenta días —aunque las Naciones Unidas preveían que eran necesarios un millar más de médicos para satisfacer la ya existente emergencia sanitaria.
Tras los ataques de Hamás en octubre de 2023 y la ofensiva de respuesta aérea de Israel, que obligó al éxodo masivo de civiles palestinos hacia el norte de Gaza, Al Saqqa decidió permanecer trabajando en el hospital. Allí, optó por combinar la labor médica con una reorientación de su vertiente divulgativa. Si bien antes de la espiral belicosa había utilizado sus redes sociales (sobre todo Instagram) para difundir las particularidades de Gaza y su identidad urbana a pesar de la analogía de apartheid efectuada por Israel, después empezó a reportar la situación de emergencia gazatí; informó de los miles de muertos, de la crisis de gestión de los heridos y de la destrucción a escombros de buena parte de la ciudad.
Sara Al-Saqqa también optó por empezar a registrar los casos de muertos y heridos (incluidos bebés y niños) que llegaban a su hospital. Su idea era que quede constancia de estos crímenes de guerra que ella cree que podrían constituir crímenes contra la humanidad. En los diversos ataques y explosiones que sufrió el recinto hospitalario, acusado de ser un centro de operaciones militar de Hamás, murió uno de sus principales mentores, el doctor Ayman Abu al-Auf.
Tras recibir, en otoño de 2023, la distinción como una cien de las mujeres más inspiradoras e influyentes del mundo en la selección 100 Women de la BBC, Al Saqqa rehusó las órdenes de Israel de evacuación civil hacia el norte de Gaza y continuó trabajando en los hospitales del sur de la Franja. Allí las condiciones empeoraron notablemente con cortes telefónicos, de internet y eléctricos, aparte de la acumulación de cientos de heridos en el hospital con unas instalaciones estropeadas y derruidas. Reconvertidas las instalaciones en un centro de emergencias donde varios ciudadanos buscaron refugio de los bombardeos, Al-Saqqa trabajó en la maternidad con mujeres embarazadas rescatadas de los escombros. Sin embargo, la recurrencia y proximidad de la artillería hicieron que a principios de 2024 se dirigiera hacia el Campo de Rafah, en el sur de Gaza, para continuar ejerciendo como cirujana cerca de su familia.